# Mesapamea xanthostigma
Mesapamea xanthostigma là một loài bướm đêm trong họ Noctuidae.